# 王崇欽
王崇欽（1965年3月10日—）。曾任立法院長游錫堃國會辦公室顧問、行政院政務顧問、新北市議員陳啟能辦公室主任、2016蔡英文陳建仁總統副總統新北市執行總幹事、台北市議員廖彬良辦公室主任、2004年陳水扁競選總統連任台北市競選總部專員、民主進步黨第十二屆台北市黨部執行長、2民主進步黨第二屆新北市黨部執行長、立法委員林重謨辦公室執行長、立法委員薛凌辦公室執行長。在2000年曾被民主進步黨提名參選國大代表，後因憲改停止選舉。

## 外部連結
- 立法院長游錫堃國會辦公室顧問 王崇欽 （页面存档备份，存于）